# Nannolaimus volutus
Nannolaimus volutus är en rundmaskart som beskrevs av Gerlach 1956. Nannolaimus volutus ingår i släktet Nannolaimus och familjen Cyatholaimidae. Inga underarter finns listade i Catalogue of Life.